# Vita quotidiana dei Bastardi di Pizzofalcone
Vita quotidiana dei Bastardi di Pizzofalcone è un libro fotografico uscito nel 2017 in occasione dell'uscita della serie Tv I bastardi di Pizzofalcone, in cui Maurizio De Giovanni dà voce ai personaggi che compongono la squadra investigativa più famosa d'Italia. 
Alternate alle foto di scena di Anna Camerlingo, ognuno di loro si racconta, talvolta quasi si confessa. E parla dei colleghi e dello strano commissariato dove, contro ogni previsione, ha trovato riscatto.

## Edizioni
- Maurizio De Giovanni, Vita quotidiana dei Bastardi di Pizzofalcone, Stile Libero Big, Einaudi, 2017, ISBN 9788806233938.